# Алексеев, Владимир Павлович (разведчик)
Владимир Павлович Алексеев (1900—1989) — советский разведчик.

## Биография
Родился в Белоруссии в семье железнодорожного служащего, в 1918—1919 годах учился в Харьковском технологическом институте, в 1919 году вступил в РКП(б) и выдвинулся на комсомольскую работу. Был председателем Гомельского уездного комитета комсомола, сотрудником земельного отдела уездного исполкома, в марте 1919 года участвовал в подавлении стрекопытовского мятежа в Гомеле. В 1919—1920 годах служил в РККА (красноармеец, политработник), был тяжело ранен, после чего перешёл на работу в органы ВЧК-ОГПУ.
В 1921 году занимал должность заместителя председателя Гомельской ГубЧК, затем — ЧК-ГПУ Башкирской АССР, в 1923—1925 гг. — уполномоченный Восточного отдела ОГПУ.
В 1925 году Владимир Алексеев окончил восточный факультет Военной академии РККА и был направлен на заграничную работу в Харбин.
С 1928 года работал в полпредстве СССР в Японии под именем Владимира Владимировича Железнякова: сначала вторым секретарём, в 1932—1934 — первым секретарём и генеральным консулом.
В 1935—1938 годах работал референтом по Японии О. В. Куусинена в аппарате Исполкома Коминтерна. В 1938 году арестован и приговорён к 10 годам лагерей, в 1949 году Особым совещанием при МГБ — к ссылке на поселение в Красноярском крае.
В 1956 году реабилитирован, в 1967 году награждён орденом Красного Знамени.
Скончался в 1989 году в доме ветеранов в поселке Переделкино под Москвой.